# Friday the Thirteenth (album)
Pour les articles homonymes, voir Friday the Thirteenth.
Albums de The Stranglers
Saturday Night, Sunday Morning
(1993) The Stranglers and Friends Live in Concert
(1995)
Friday the Thirteenth est un album live des Stranglers paru en 1997 et enregistré au Royal Albert Hall de Londres avec un orchestre de cordes (les Electra Strings).

## Titres
1. Waltzinblack
2. Valley of the Birds
3. Skin Deep
4. Always the Sun
5. Face
6. Daddy's Riding the Range
7. Strange Little Girl
8. Still Life
9. Let Me Down Easy
10. Golden Brown
11. Lies and Deception
12. European Female
13. All Day and All of the Night
14. Duchess
15. Down in the Sewer
16. Five Minutes
17. No More Heroes